# Миславский, Александр Андреевич
Алекса́ндр Андре́евич Миславский (24.12. (05.01) 1828 (1829), Камско-Воткинский завод, Вятская губерния — 28.11 (11.12) 1914, Екатеринбург) — хирург, физиолог, доктор медицины (1895), почётный гражданин Екатеринбурга.

## Биография
Родился в семье служащего, по другим данным в семье потомственного дворянина.
В 1851 году окончил Казанский университет. 10 сентября 1851 года прибыл на службу в Турьинские рудники. Здесь в 1852 году произвёл первую на Урале и третью в России операцию по удалению зоба. Через год сделал первую на Урале операцию по удалению катаракты.
В 1856 году Миславский переехал в Екатеринбург для работы на Нижне-Исетском заводе. Спустя три года принял предложение владельцев Верхне-Исетского завода возглавить заводской госпиталь. За 50 лет врачебной деятельности им выполнено 10 тыс. операций, принято 300 тыс. больных, проведён 1 млн обходов больных.
15 мая 1901 года городская дума Екатеринбурга единогласно удостоила земского врача Александра Миславского звания почетного гражданина города. Это было первое в истории Екатеринбурга событие подобного рода.
Член-корреспондент Венского императорско-королевского геологического института (1901), почётный президент Уральского общества любителей естествознания (1891). Имя Миславского носит 2-я городская больница Верх-Исетского района Екатеринбурга (1974). Награждён российскими орденами, в том числе орденом Святого Владимира 4-й степени, орденом Святой Анны 2-й степени, шведским орденом «Командорский крест Вазы».

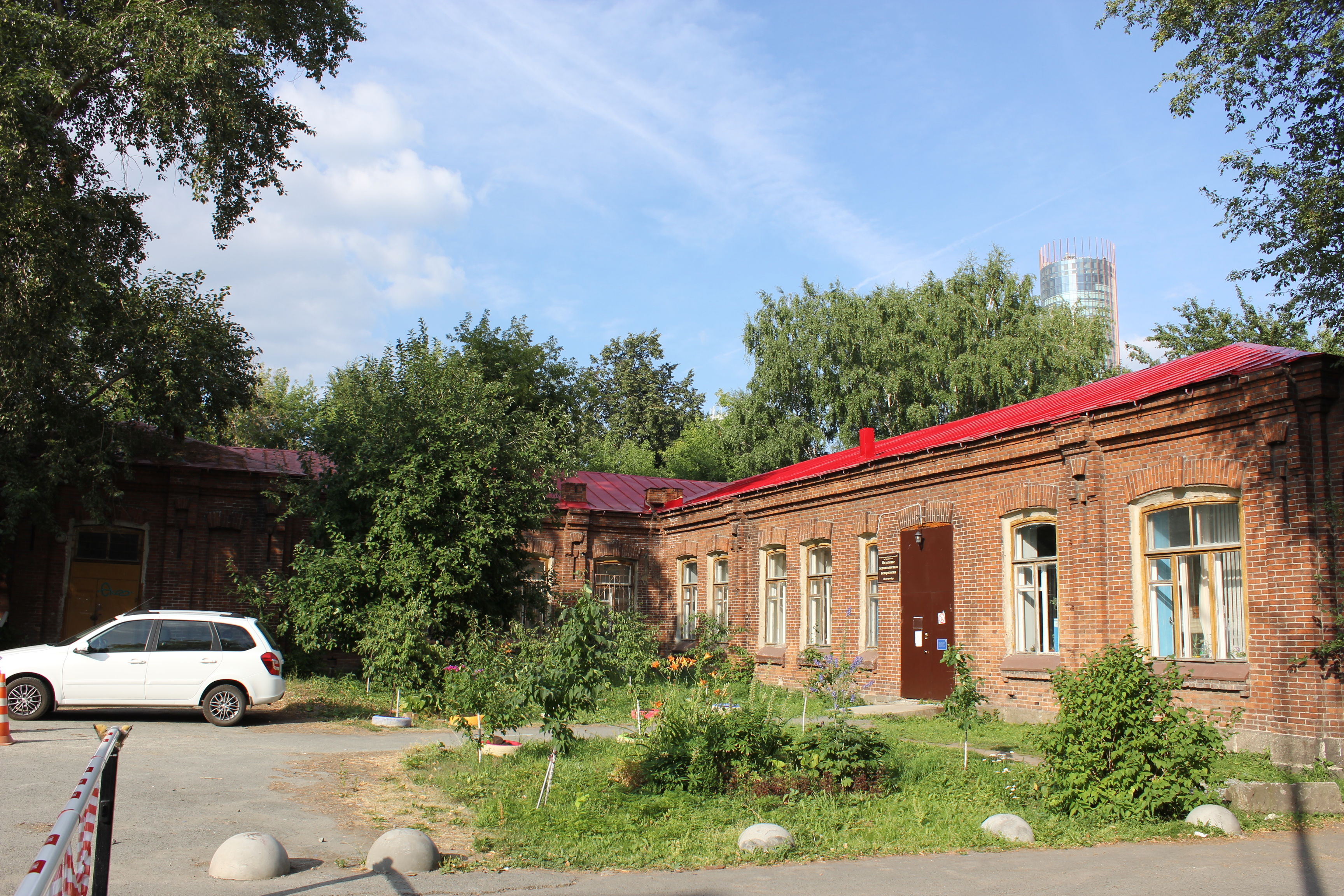
Флигель глазной клиники Миславского

Имя Миславского носит Центральная городская больница № 2 в Екатеринбурге. Комплекс зданий бывшей глазной больницы, где работал Миславский, признано объектом культурного наследия.
Похоронен в церковном дворе близ Собора Александра Невского (место захоронения не сохранилось).
Сын А. А. Миславского — Н. А. Миславский, физиолог, член-корреспондент АН СССР.